# Чорна пантера (персонаж)
Чорна пантера (англ. Black Panther) — вигаданий персонаж, супергерой з коміксів американського видавництва Marvel Comics. Був створений Стеном Лі і Джеком Кербі і вперше з'явився в липні 1966 року в коміксі Fantastic Four #52. Чорна пантера — один з перших чорношкірих супергероїв в американських коміксах, він з'явився раніше Сокола, Люка Кейджа, Грози і Блейда. Відразу кілька персонажів в різний час з'явились в коміксах під цим псевдонімом. Всі Чорні пантери пов'язані з вигаданою африканською державою Ваканда: спершу мантію пантери носив король цієї країни Т'Чака, потім вона перейшла його сину, Т'Чаллі, який є найбільш відомою Чорною Пантерою; В лютому 2009 року стартував четвертий том коміксів про Чорну Пантеру, головним героєм якої є сестра Т'Чалли, Шурі.

## Родовід
- Чорна Пантера, Король Ваканди
  -  Чорні Пантери, Королі Ваканди
    -  Чорна Пантера, Король Ваканди
      -  Т'Чака, Король Ваканди
        -  Т'Чалла, Король Ваканди
        -  Шурі, Принцеса Ваканди

      -  Н'Джобу, Принц Ваканди
        -  Н'Джадака, Король Ваканди

## Біографія персонажа
Т'Чалла — нащадок королівської династії, яка багато років править країною під назвою Ваканда, загубленої в африканських джунглях. Його батько, Т'Чака, був одним з найвидатніших королів в історії Ваканди і першою Чорною пантерою. Він зміг забезпечити технологічний прорив своїй країні, зробити її однією з найрозвиненіших не тільки в регіоні, а й в усьому світі. Т'Чака першим почав розробку цінного вібраніума, вигаданого мінералу позаземного походження. Цей вібраніум і знищив Т'Чаку: прийшли найманці на чолі з Уліссом Кло і спробували влаштувати державний переворот. Т'Чака був убитий, і лише втручання ще зовсім молодого Т'Чалли допомогло зупинити загарбників і врятувати Ваканду. Так хлопчик став королем.
Багато хто вирішив, що тепер Ваканда стане легкою здобиччю, і Т'Чалле довелося захищати свою країну від постійних нападів. Молодий король міг покладатися тільки на себе — і в підсумку він став блискучим бійцем, успадкувавши від батька мантію Чорної пантери. Застосовуючи і свій талант до науки, він раз за разом відбивав напад. Але Т'Чалла зрозумів: постійно обороняючись, Ваканда приречена в результаті впасти під напором завойовників. Він відправився в Америку, де заручився підтримкою  Месників і навіть увійшов в цю команду.
Повернувшись в Ваканду, Т'Чалла вивів країну з ізоляції, зробивши її важливою частиною світової політики. Пізніше він одружився з Ороро Монро, відомішою як Гроза, учасницею команди Люди Ікс. Деякий час Чорна пантера і Гроза були членами  Фантастичної Четвірки, підмінивши Ріда і Сьюзен Річардс. В результаті нападу сил Доктора Дума Т'Чалла впав у кому, і мантію Чорної пантери перейняла його молодша сестра Шурі. У п'ятому томі він повернеться.
Трохи пізніше Т'Чалла став новою Людиною без страху, на прохання Шибайголови. У підсумку він досі захищає «Пекельну Кухню» від мафій і інших суперзлочинців.

## Сили і здібності
Фізична сила Т'Чалли значно вища, ніж у середньої людини на піку розвитку, він здатний підняти трохи менше 800 фунтів (362,8 кг). Т'Чалла може розвивати швидкість до 35 миль в годину (56 км / год). Мускулатура Т'Чалли виділяє менше токсинів втоми, ніж більшість людей. Його організм здатний зцілити травми, які виявилися б смертельним для звичайних людей. Спритність Т'Чалли також підвищена до піку людського розвитку.
Т'Чалла може бачити в повній темряві так, як в ясний сонячний день, на відстані декількох сот футів він бачить предмети так, як ніби вони знаходяться прямо перед його обличчям. Слух Т'Чалли посилений таким же чином, що дозволяє йому чути звуки, які звичайна людина не в змозі почути, а також здатний чути на більш значних відстанях, на яких звичайна людина чути не може. Т'Чалла може запам'ятовувати десятки тисяч запахів і відстежувати їх точне місце, а також може відчувати запах страху. Смак Т'Чалли розвинений так, що він взмозі визначити точні інгредієнти тієї чи іншої їжі.
Як король Ваканди, Чорна пантера має право їсти спеціальну форму серцеподібної трави, яка дає йому надлюдські почуття і збільшує його силу, швидкість, витривалість і спритність. Однак пізніше Т'Чалла відмовився від цього привілею.

### Обладнання
- Кімойо карта: дуже потужний і універсальний КПК. Його функції схожі з комунікатором Месників, але з набагато більшими і корисними додатками.
- Енергетичні Черевики: Енергетичні регулятори створюють поля з Вібраніума на рельєфній підошві черевиків, не раз рятували Пантеру і дозволяли йому приземлятися на ноги, наче кішка. При достатньому імпульсі, Пантера може лазити по стінах або ковзати по воді.
- Мережа з Вібраніума
- Лінзи на масці: Збільшують природний нічний зір Пантери
- Маскувальна Технологія: Плащ може розтягуватися, стискуватися або зникати за бажанням думки. Крім того весь костюм може ставати схожий на звичайний вуличний одяг.
- Важка броня: Забезпечує захист під час битви. Керована подумки.
- Переміщення: Вдосконалений вакандіанський літак.

Зброя:
- Енергетичний Кинджал: з пишною рукояткою, вирізаної зі слонової кістки, клинок можна використовувати для оглушення і вбивства. Енергетичні клинки можна тримати, як звичайний ніж, або кидати, як дротики. Вони швидко відновлюються.
- Анти-металеві кігті: Кігті на рукавичках зроблені з Антарктичного, подібного Вібраніуму, «Анти-Металу», і здатні зламати більшість металів.
- Також при можливості він використовує Ебеновий Клинок.

## Альтернативні версії

### Age of Ultron
Під час Ери Альтрона Чорна пантера зв'язується з Фантастичною четвіркою, попереджуючи їх про наближення Альтрона і його армії роботів. Пізніше він разом з Червоним Халком і Таскмастером шпигує за слугами Альтрона. Коли на них нападає ціла армія роботів, Червоний Халк вступає з ними в конфронтацію, в той час коли Чорна пантера і Таскмастер втікають. Відчувається вибух, в результаті якого Пантера падає з висоти і ламає собі шию, що причиняє раптову смерть.

### Amalgam Comics
В цій версії з'являється Бронзова пантера — правитель Ваканди Б'чалла. Він був заснований з образів Бронзового тигра (DC) і Чорної Пантери (Marvel).

### Земля 6606
Т'Чалла називає себе Вождем справедливості і є членом корпуса Капітана Британії. Він з'явився в Excalibur #44 (1991).

### Земля Ікс
В альтернативній реальності 'Earth X Т'Чалла зазнав дії мутації. Подібно більшій кількості людей він мутує, перетворившись в гуманоїдну пантеру. Капітан Америка довірив йому Космічний куб, тому що знав, що Т'Чалла буде чинити опір його влади і не віддасть нікому навіть під загрозою смерті. Проте, Т'Чалла відмовив йому.

### Marvel Зомбі
Єдиний живий герой, хоть і втратив ногу і руку.

### Ultimate Marvel
T'Challa Udaku — юнак, що зазнав експериментів «Зброї Ікс». Був звільнений Ніком Фьюрі.

## Поява поза коміксами

### Мультсеріали
- Чорна пантера діяв в серіалі «Фантастична Четвірка» 1994 року. З метою перевірки готовності для битви з лиходієм на ім'я Кло Т'Чалла пробує свої сили на Фантастичні четвірці і програє. Але Фантастична Четвірка допомагає йому перемогти лиходія. Його озвучив Кейт Девід.
- Чорна пантера з'являвся в одній серії мультсеріалу "Залізна людина. Пригоди в броні ", де був озвучений Джеффрі Бауер-Чапманом.
- Чорна пантера з'являвся в комедійному мультсеріалі «Загін Супер-Героїв», де його озвучив Тай Діггс.
- Чорна пантера, озвучений Джимоном Гонсу, є головним героєм власного шестисерійного мультсеріалу «Чорна пантера», зробленого в стилі анімаційного коміксу. У цьому мультсеріалі йдеться, що Ваканда протистоїть загарбникам щонайменше 25 століть і сам ні на кого не нападає, а " Чорна пантера " є королівським титулом, який один день в році може отримати будь-який житель Ваканди, якщо переможе колишнього короля.
- Чорна пантера — постійний персонаж мультсеріалу «Месники: Могутні герої Землі». Тут він просить Месників допомогти скинути з трону Ваканди лиходія на ім'я Людина-Мавпа. Після перемоги над ворогом вступив до складу Месників і кілька разів виручав команду. Тут він був озвучений Матісом Джеймсом.

### Фільми
29 жовтня 2014 року Marvel оголосили про появу в Кінематографічному Всесвіті Marvel Чорної Пантери і старт роботи над його сольним фільмом.
- Вперше в КВМ Чорна пантера з'являється в фільмі Перший Месник: Протистояння, який став першим фільмом третьої фази кіновсесвіту.
- Чедвик Боузман повернувся до ролі Чорної пантери в сольному фільмі «Чорна пантера», прем'єра якого відбулась на 29 січня 2018 року в театрі «Долбі» у Лос-Анджелесі.
- Чорна Пантера також з'являється у фільмі «Месники: Війна Нескінченності», що вийшов в Україні 26 квітня 2018 року. Персонажа знову зіграв Чедвик Боузман.

### Повнометражні мультфільми
- Чорна пантера — один з головних героїв мультфільму «Ultimate Месники 2», в якому було озвучено Джефрі Д. Самсу.
- Чорна пантера згадується в мультфільмі «Нові Месники: Герої завтрашнього дня», в якому діє його син Азарі разом з дітьми інших супергероїв.

### Ігри
- Чорна пантера відкривається за 5 статуеток в грі Marvel: Ultimate Alliance.
- Є одним з персонажів гри Marvel Heroes Online.
- Другорядний персонаж відеоігри Lego Marvel Super Heroes.
- Персонаж гри Marvel Puzzle Quest Dark Reign
- Іграбельний персонаж в грі Marvel: Ultimate Alliance 2
- Іграбельний персонаж в грі Marvel: Битва чемпіонів на Android і IOS
- Персонаж в грі для мобільних пристроїв Marvel Future Fight

## Критика і відгуки
У травні 2009 року Чорна пантера зайняв 51 місце в списку 100 найкращих героїв коміксів по версії IGN .